# Starck AS-27
Le Starck AS-27 Starcky est un avion de course conçu en France en 1975 par l'ingénieur aéronautique français André Starck.